# Флейшман, Сид
Сид Флейшман (англ. Sid Fleischman, официально Альберт Сидни Флейшман, Albert Sidney Fleischman, урождённый Арон Залмон Флейшман, 16 марта 1920, Бруклин, Нью-Йорк — 17 марта 2010, Санта-Моника, Калифорния) — американский писатель, репортёр, сценарист, драматург, фантаст и детский прозаик, награждённый медалью Джона Ньюбери, как и его сын, поэт Пол Флейшман.

## Биография
Сид Флейшман Родился в Бруклине, Нью-Йорк, в еврейской семье эмигрантов из России, 16 марта 1920 года.
До того как стать писателем, был профессиональным фокусником. Во время Второй мировой войны служил на эсминце USS Albert T. Harris (DE-447) и работал репортером в газете San Diego Daily Journal.
После войны, в 1949 году окончил Университет Сан-Диего.
Его самая известная книга — «Мальчик для битья» (Whipping Boy), за которую в 1987 году он был удостоен престижной литературной премии в области детской литературы — Ньюбери (Newbery Medal).
Русскому и украинскому читателю Флейшман известен как автор фантастико-юмористической книги «Чудесная ферма Мак-Брума». (Первые публикации в журнале «Вокруг Света» за 1975 год в переводе Зинаиды Анатольевны Бобырь).
Его последняя книга (The Story of the Great Houdini) была посвящена великому фокуснику Гарри Гудини.
Умер Сид Флейшман от рака в своем доме в городе Санта-Моника (большой Лос-Анджелес), Калифорния на следующий день после своего 90-летия.
У Сида Флейшмана осталось трое детей (сын и две дочери) и четверо внуков.

### Фантастика для детей или подростков
- Mr. Mysterious & Company (1962)
- By the Great Horn Spoon! (1963) (экранизирована в 1967 г., фильм «Приключения дворецкого Гриффина»)
- Призрак под полуденным солнцем / The Ghost in the Noonday Sun (1965)
- Chancy and the Grand Rascal (1966)
- Мак-Брум говорит правду / McBroom Tells the Truth (1966)
- Мак-Брум и большой ветер / McBroom and the Big Wind (1967)
- Ухо Мак-Брума / McBroom’s Ear (1969—1970)
- Longbeard the Wizard (1970)
- Джинго Джанго / Jingo Django (1971)
- Призрак Мак-Брума / McBroom’s Ghost (1971)
- Зоопарк Мак-Брума / McBroom’s Zoo (1971—1972)
- The Wooden Cat Man (1972)
- McBroom the Rainmaker (1973)
- Призрак субботним вечером / The Ghost on Saturday Night (1974)
- Мак-Брум говорит неправду / McBroom Tells a Lie (1976)
- Me and the Man on the Moon-Eyed Horse (в Великобритании книга называется The Man on the Moon-Eyed Horse) (1977)
- Kate’s Secret Riddle Book (1977)
- Мак-Брум и бобовый стебель / McBroom and the Beanstalk (1978)
- Humbug Mountain (1978)
- Будильник Джима Бриджера / Jim Bridger’s Alarm Clock (1978)
- The Hey Hey Man (1979)
- Мак-Брум и большие гонки / McBroom and the Great Race (1980)
- The Bloodhound Gang
  - The Case of the Cackling Ghost (1981)
  - The Case of the Flying Clock (1981)
  - The Case of the Secret Message (1981)
  - The Case of Princess Tomorrow (1981)
  - The Case of the 264 Pound Burglar (1982)
  - The Bloodhound Gang’s Secret Code Book (1982)
- Мальчик для порки / The Whipping Boy (1986) (награждена медалью Ньюбери, экранизирована в 1994 г.)
- The Scarebird (1988)
- The Ghost in the Noonday Sun / The Ghost in the Noonday Sun (1989—1999)
- The Midnight Horse (1990)
- Jim Ugly (1992)
- 13-й этаж: история с привидениями / The 13th Floor: A ghost story (1995)
- Луна бандита / Bandit’s Moon (1998)
- Карнавал животных / A Carnival of Animals (2000)
- Bo and Mzzz Mad (2001)
- Исчезающий закон / Disappearing Act (2003)
- Гигантская крыса Суматры / The Giant Rat of Sumatra (2005)
- Белый слон / The White Elephant (2006)
- The Entertainer and the Dybbuk (2008)
- Мечта похитителя / The Dream Stealer (2009)

### Научная литература
- The Abracadabra Kid: A Writer’s Life (1996)
- Escape! The Story of the Great Houdini (2006)
- The Trouble Begins at 8: A Life of Mark Twain in the Wild, Wild West (2008)
- Сэр Чарли: Чаплин, самый смешной человек в мире / Sir Charlie: Chaplin, the Funniest Man in the World (2010)

### Фантастика для взрослых
- The Straw Donkey Case (1948) Первый роман
- Не случайное убийство / Murder’s No Accident (1949)
- Shanghai Flame (1951)
- Оглядывайся назад, Леди / Look Behind You, Lady (1952)
- Опасность в раю / Danger in Paradise (1953)
- Malay Woman (1954)
- Counterspy Express (1954)
- Кровавая аллея / Blood Alley (1955)
- Yellowleg (1960)
- The Venetian Blonde (1963)

### Книги по магии
- Между коктейлями / Between Cocktails (1939)
- Ready, Aim, Magic! (1942) (с Бобом Гюнтером)
- Call the Witness (1943) (с Бобом Гюнтером)
- The Blue Bug (1947) (с Бобом Гюнтером)
- Top Secrets (1947) (с Бобом Гюнтером)
- Magic Made Easy (1953)
- Mr. Mysterious’s Secrets of Magic (1975)
- Справочник шарлатана / The Charlatan’s Handbook (1993)

### Киносценарии
- Кровавая аллея / Blood Alley (1955)
- До свидания, моя леди / Goodbye, My Lady (1956) (по роману Джеймса Стрита)
- Эскадрилья «Лафайет» / Lafayette Escadrille (1958)
- Шпион в небе / Spy in the Sky! (1958)
- Опасные попутчики / The Deadly Companions (1961)
- Приключения дворецкого Гриффина / The Adventures of Bullwhip Griffin (1967)
- Призрак под полуденным солнцем / Ghost in the Noonday Sun (1973)
- Бездельник / Scalawag (1973)
- Невоспитанный принц и мальчик для порки / Prince Brat and the Whipping Boy (1994)

### Пьесы
- Невоспитанный принц и мальчик для порки / Prince Brat and the Whipping Boy (2000) (мюзикл, в Детском театре Сиэтла)